# Нива (Вінниця)
Футбольний клуб «Нива» — український футбольний клуб з міста Вінниці. Заснований 1958 року. В різні роки виступав у нижчих лігах чемпіонату СРСР; за часу незалежності — у вищій, першій і другій лігах чемпіонату України, один раз представляв Україну в Кубку кубків УЄФА.

## Історія
У різні роки команда виступала під такими назвами:
- 1958–1979: «Локомотив»
- 1979–1999: «Нива»
- 1999–2003: ФК «Вінниця»
- 2003–2006: «Нива»
- 2006–2008: «Нива-Світанок»
- 2008–2012: ПФК «Нива»
- 2016–2018: ФК «Нива-В»
- З 2018 року: СФК «Нива»

Вінницька команда майстрів під назвою «Локомотив» була створена у 1957 році за ініціативою начальника Південно-західної залізниці Петра Кривоноса. 16 квітня 1958 року «Локомотив» провів перший матч у рамках чемпіонату СРСР проти станіславського «Спартака» і переміг його з рахунком 2:1. Перший гол на рахунку Миколи Чергінця. Вже 1959 «Локомотив» переміг у своїй зоні класу Б, і як найкраща українська команда мав підвищитись до класу А, однак цього не відбулося.
У 1958–1964 і 1970 роках команда виступала в класі «Б» чемпіонату Союзу, у 1965–1969 — в другій групі класу «А». У другій групі «Локомотив» провів 200 ігор (60 перемог, 80 нічиїх, 60 поразок, різниця м'ячів 203:193), найкращий бомбардир — Євген Снітко (36 м'ячів у 175 матчах).
В третій декаді жовтня 1963 вінницький «Локомотив» поступився СКА «Одеса» у фіналі чемпіонату УРСР з рахунком 3:0 (2:0; 1:0).В наступному сезоні вінничани, вигравши підгрупу і фінал
6-и, вперше стали чемпіонами УРСР та підвищились до другої групи класу А чемпіонату СРСР.
У 1971–1989 роках клуб виступав у
чемпіонаті УРСР, як складової Другій лізі чемпіонату СРСР, де двічі займав другі місця (1981, 1985) і один раз третє (1983). У 1984 році команда перемогла в українській зоні другої ліги СРСР, а також стала чемпіоном УРСР, тренував тоді команду Юхим Школьников. За 19 років виступів в Другій лізі СРСР і чемпіонаті УРСР команда провела 840 ігор: 343 перемоги, 241 нічия, 256 поразок, різниця м'ячів 1010–770. Найкращі бомбардири команди — Паша Касанов і Сергій Шевченко, на рахунку яких по 127 забитих м'ячів. Абсолютний рекордсмен вінницької команди за кількістю ігор — Паша Касанов, який провів 513 матчів.
Два роки (1990–1991) «Нива» виступала в буферній (західній) зоні другої ліги СРСР, де двічі займала п'яте місце.
У сезонах 1992, 1993/1994–1996/1997 «Нива» виступала у вищій лізі чемпіонату України. У 1992/1993 і 1997/1998–2004/2005 — в першій лізі. Проблеми з фінансуванням команди змусили її два роки перебувати в аматорському статусі. Починаючи з сезону 2007/08 років, відроджена команда з новою назвою «Нива-Світанок» грає в другій українській лізі.

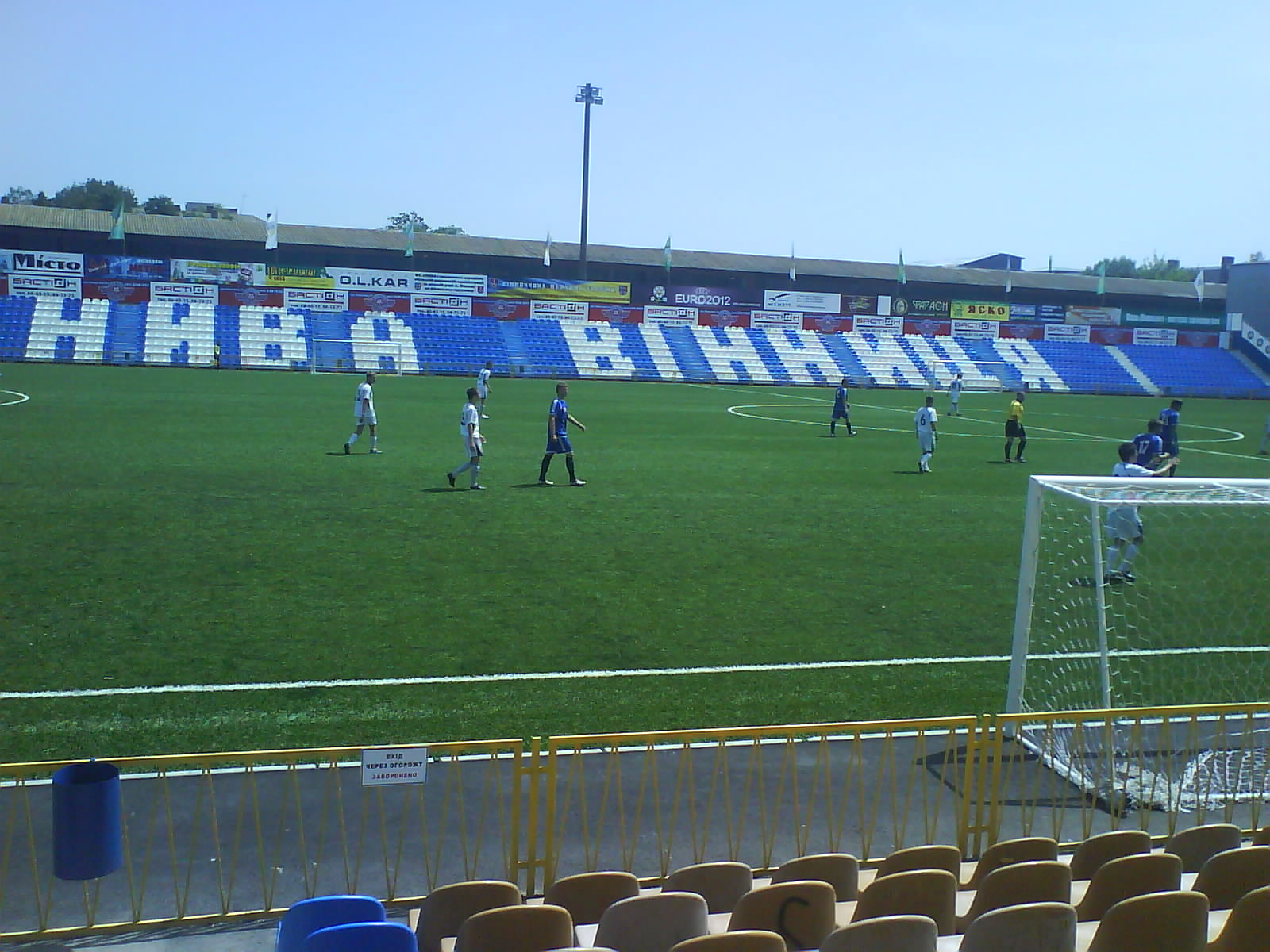
Стадіон на базі «Ниви»

Навесні 1996 року «Нива», обігравши в півфіналі Кубка України донецький «Шахтар» (0:0, пен. 3:0), вийшла до фіналу турніру, де програла «Динамо» 0:2. Це дало право клубу восени виступати в Кубку володарів кубків, де команда спочатку перемогла естонський «Садам» (1:2, 1:0), а в 1/16 поступилася швейцарському «Сьйону» (0:2, 0:4).
У 1997 році «Нива» посіла останнє місце і вилетіла в першу лігу, в якій виступала 8 сезонів поспіль. У перші роки команда була близька до повернення у вищу лігу. Але цього не сталось. У 1999 році команда змінила назву на ФК «Вінниця», і виступала під цією назвою до 2003 року, згодом повернувши стару назву. Однак і це не допомогло. У 2005 році вінничани знялися зі змагань через відсутність коштів фінансування клубу.
Місце Ниви в тому сезоні посіла команда «Бершадь». У 2006 році команда на базі вихованців власної СДЮШОР відродилася під назвою «Нива-Світанок». Ця команда почала свій шлях з аматорського чемпіонату України. У чемпіонаті 2006 року вінничани подолали 2 попередніх етапи, а у фінальній групі посіли останнє місце.
У 2007 році за сприяння Вінницької ОФФ, вінницьких міської влади і спонсорів, «Нива-Світанок» заявилася у другу лігу чемпіонату України. Команда комплектувалася за рахунок молодих вихованців місцевих ДЮСШ та СДЮШОР самої Вінниці і районних центрів.
8 липня 2008 року на засіданні ПФЛ Україна команді було повернуто історичну назву «Нива», а клуб став називатися ПФК «Нива» Вінниця. В структуру футбольного клубу увійшов новий співзасновник Олег Караванський. Очолювати ПФК «Нива» (Вінниця) став почесний президент Володимир Продивус, а президентом став Олег Караванський. фінансова підтримка клубу здійснюється обласною адміністрацією та обласною радою, міською радою, корпорацією «Прем'єр-Фінанс» (В. С. Продивус) та корпорацією «O.L.KAR» (О. Е. Караванський), радою ПФК. Команда «Нива-Світанок» стала на правах молодіжного складу ПФК «Нива» представляти клуб у Чемпіонаті Вінницької області з футболу.
Фінансова стабільність одразу ж дала результати, і «Нива» в сезоні 2008/09 посіла 3 місце, а в 2009/10 — вже друге. Але сезон на цьому не закінчився. Команда першої ліги — чернігівська «Десна» не пройшла ліцензування в ПФЛ і звільнене місце було вирішено розіграти між другими командами груп другої ліги. На нейтральному полі був переможений кременчуцький «Кремінь» — 2:0, і «Нива» ввійшла до першої ліги. Сезон 2009/10 для «Нива» став подвійно тріумфальним. За кілька днів до матчу з «Кременем», «Нива» стала переможцем першого розіграшу «UMBRO-Кубка Ліги», розгромивши у фіналі «Гірник-Спорт» з Комсомольська 4:0.
Проте, наступні два сезони знову оголили питання фінансування та виживання команди. Перше коло сезону 2010–2011 команда завершила на 5 місці, достойно боровшись з лідерами. Однак наступне провалила, закінчивши сезон на 10 місці. Саме тоді вже почався розбрат у керівництві і команда залишилась без підтримки «OLKAR» О.Караванського. Восени 2011 року перестає фінансувати команду і «Прем'єр-Фінанс» В.Продивуса. Команду залишає тренер Олег Федорчук та більшість гравців. Після другого кола 2011/12 Нива займала передостаннє місце в турнірній таблиці. Питання про виживання вже стояло взимку 2011 року. Однак завдяки мінімальній підтримці місцевої влади та цілому десанту нових гравців, здебільшого з Одеси, Нива таки залишилась у першій лізі, посівши в підсумку 13 місце. Та все ж 5 липня команда, не знайшовши нових джерел фінансування, знімається зі змагань.
11 листопада 2015 року «Нива» (Вінниця) подала заявку на атестацію в другу лігу, яка була задоволена і влітку 2016 року клуб був включений до другої ліги. Почесним президентом клубу стає Василь Васильович Вовк . Новітня сторінка відродження вінницького футболу розпочалася порцією адреналіну і смаком перемоги рідної команди . Після тривалої перерви клубу вдалося одразу зайняти 7 місце у сезоні 2016/17, а у сезоні 2017/18 завоювати 3-тє місце в групі "А" Другої ліги .Третє відродження професійного футболу припало на 2016-2018 рр..
21 січня 2021 року президентом клубу став гравець «Ниви»  Артур Загорулько. Після цього клуб очолив відомий в минулому голкіпер Володимир Циткін. 4 листопада 2021 року тренер залишив клуб, припинивши співпрацю «за згодою сторін» [Архівовано 15 листопада 2021 у Wayback Machine.].

### «Нива» Вінниця в чемпіонатах України
| Сезон           | Ліга               | І                  | В                  | Н                  | П                  | М'ячі              | Місце              | Головний тренер                                     |
| --------------- | ------------------ | ------------------ | ------------------ | ------------------ | ------------------ | ------------------ | ------------------ | --------------------------------------------------- |
| 1992            | Вища               | 18                 | 5                  | 4                  | 9                  | 18-33              | 8 з 10 в групі     | Валерій Петров, В'ячеслав Грозний                   |
| 1992/93         | Перша              | 42                 | 24                 | 14                 | 4                  | 73-26              | 1 з 22             | Юхим Школьников                                     |
| 1993/94         | Вища               | 34                 | 12                 | 8                  | 14                 | 37-45              | 10 з 18            | Юхим Школьников                                     |
| 1994/95         | Вища               | 34                 | 10                 | 7                  | 17                 | 38-51              | 14 з 18            | Сергій Морозов, Олександр Бобаріко                  |
| 1995/96         | Вища               | 34                 | 11                 | 7                  | 16                 | 28-36              | 15 з 18            | Сергій Морозов                                      |
| 1996/97         | Вища               | 30                 | 4                  | 6                  | 20                 | 19-48              | 16 з 16            | Олександр Іщенко, Паша Касанов                      |
| 1997/98         | Перша              | 42                 | 22                 | 7                  | 13                 | 58-34              | 5 з 22             | Володимир Атаманюк, Олександр Іщенко                |
| 1998/99         | Перша              | 38                 | 16                 | 9                  | 13                 | 45-39              | 6 з 20             | Леонід Гайдаржи, Ігор Яворський                     |
| 1999/00         | Перша              | 34                 | 14                 | 6                  | 14                 | 29-39              | 11 з 18            | Володимир Рева, Леонід Гайдаржи                     |
| 2000/01         | Перша              | 34                 | 12                 | 8                  | 14                 | 35-41              | 10 з 18            | Олександр Петраков, Володимир Рева                  |
| 2001/02         | Перша              | 34                 | 10                 | 8                  | 16                 | 35-52              | 15 з 18            | Володимир Рева, Віталій Тарасенко, Валерій Душков   |
| 2002/03         | Перша              | 34                 | 9                  | 9                  | 16                 | 18-31              | 16 з 18            | Володимир Рева                                      |
| 2003/04         | Перша              | 34                 | 14                 | 10                 | 10                 | 34-24              | 8 з 18             | Роман Покора, Анатолій Раденко, Володимир Ігнатенко |
| 2004/05         | Перша              | 34                 | 15                 | 8                  | 11                 | 49-38              | 5 з 18             | Володимир Безсонов                                  |
| 2005/06         | знялася зі змагань | знялася зі змагань | знялася зі змагань | знялася зі змагань | знялася зі змагань | знялася зі змагань | знялася зі змагань | знялася зі змагань                                  |
| 2006/07         | КФК                | 12                 | 5                  | 5                  | 2                  | 21-8               | 2 з 4 в групі      | Юрій Солов'єнко                                     |
| 2007/08         | Друга «А»          | 30                 | 10                 | 5                  | 15                 | 23-40              | 9 з 16 в групі     | Іван Панчишин                                       |
| 2008/09         | Друга «А»          | 32                 | 18                 | 7                  | 7                  | 42-30              | 3 з 18 в групі     | Богдан Блавацький, Юрій Солов'єнко                  |
| 2009/10         | Друга «А»          | 20                 | 12                 | 4                  | 4                  | 43-16              | 2 з 12 в групі     | Олег Федорчук                                       |
| 2010/11         | Перша              | 34                 | 14                 | 8                  | 12                 | 44-42              | 10 з 18            | Олег Федорчук                                       |
| 2011/12         | Перша              | 34                 | 7                  | 11                 | 16                 | 21-39              | 13 з 18            | Олег Федорчук, Олег Остапенко                       |
| не брала участі |                    |                    |                    |                    |                    |                    |                    |                                                     |
| 2016            | ААФУ               | 6                  | 2                  | 2                  | 2                  | 5-5                | 2 з 4 в групі      | Володимир Рева                                      |
| 2016/17         | Друга              | 32                 | 14                 | 8                  | 10                 | 42-33              | 7 з 17             | Володимир Рева, Володимир Горілий                   |
| 2017/18         | Друга «А»          | 27                 | 13                 | 6                  | 8                  | 34-21              | 3 з 11 в групі     | Денис Колчин                                        |
| 2018/19         | Друга «А»          | 27                 | 11                 | 9                  | 7                  | 29-23              | 4 з 10 в групі     | Денис Колчин, Колінс Нгаха                          |
| 2019/20         | Друга «А»          | 20                 | 5                  | 5                  | 10                 | 22-28              | 9 з 11 в групі     | Колінс Нгаха, Олег Шумовицький                      |
| 2020/21         | Друга «А»          | 24                 | 10                 | 3                  | 11                 | 38-38              | 6 з 13 в групі     | Олег Шумовицький, Володимир Циткін                  |
| 2021/22         | Друга «А»          | 17                 | 7                  | 4                  | 6                  | 29-20              | 8 з 15 в групі     | Володимир Циткін                                    |
| 2022/23         | Друга              | 18                 | 10                 | 5                  | 3                  | 29-16              | 4 з 10             |                                                     |
| 2023/24         | Друга              | 26                 | 9                  | 9                  | 8                  | 36-35              | 8 з 15             |                                                     |
| 2024/25         | Друга «Б»          | 18                 | 5                  | 1                  | 12                 | 14-26              | 9 з 10 в групі     |                                                     |

### Керівництво клубу
| Посада              | Ім'я             |
| ------------------- | ---------------- |
| Президент           | Артур Загорулько |
| Спортивний директор | Олексій Свіріда  |

### Тренерський штаб
| Посада                 | Ім'я         |
| ---------------------- | ------------ |
| Головний тренер        | Ігор Леонов  |
| Тренер воротарів       | Іван Карабін |
| Тренер з фізпідготовки | Олена Колос  |

## Склад команди
Станом на 14 квітня 2025  року відповідно до офіційної заявки на сайті ПФЛ
| №  | Поз. | Нац.    | Гравець                     |
| -- | ---- | ------- | --------------------------- |
| 1  | ВР   | Україна | Єгор Коломієць              |
| 25 | ВР   | Україна | Роман Захарчук              |
| 35 | ВР   | Україна | Дмитро Кошляк               |
| 98 | ВР   | Україна | Володимир Броварський       |
| 3  | ЗХ   | Україна | Борис Лотоцький             |
| 8  | ЗХ   | Україна | Іван Рябий                  |
| 19 | ЗХ   | Україна | Даніїл Мельник              |
| 23 | ЗХ   | Україна | Олександр Борячук (капітан) |
| 6  | ПЗ   | Україна | Євген Меженський            |
| 9  | ПЗ   | Україна | Даніл Кобцов                |
| 11 | ПЗ   | Україна | Артур Петленко              |

| №  | Поз. | Нац.    | Гравець             |
| -- | ---- | ------- | ------------------- |
| 13 | ПЗ   | Україна | Олександр Євтіхов   |
| 16 | ПЗ   | Україна | Микита Костюков     |
| 20 | ПЗ   | Україна | Олександр Мельник   |
| 21 | ПЗ   | Україна | Вадим Панасюк       |
| 22 | ПЗ   | Україна | Ярослав Якимчук     |
| 29 | ПЗ   | Україна | Владислав Кондратюк |
| 63 | ПЗ   | Україна | Антон Власенко      |
| 10 | НП   | Україна | Артур Загорулько    |
| 33 | НП   | Україна | Артем Юрченко       |
| 99 | НП   | Україна | Дмитро Чигур        |

## Відомі гравці
- Валентин Трояновський (1958–1959; 1964–1967)
- Анатолій Крощенко (1959)
- Юрій Шевченко (1959–1964)
- Стефан Решко (1966–1968)
- Віктор Прокопенко (1967–1968)
- Ірек Гатауллін (1971–1972)
- Василь Рац (1980–1981)
- Іван Вишневський (1983–1984)
- Вадим Тищенко (1984)
- Іван Паламар (1984, 1986, 1989–1991)
- /  Іван Шарій (1991)
- Сергій Попов (1991)
- /  Віталій Косовський (1991–1994)
- Олег Надуда (1992–1994)
- /  /  Олександр Горшков (1992–1994)
- /  Леонід Гайдаржи (1992–1996)
- Володимир Циткін (1992–1998)
- Сергій Нагорняк (1993–1995)
- /  Едуард Цихмейструк (1995)
- Костянтин Сосенко (1995–1996)
- Олександр Грановський (1996)
- Валентин Слюсар (2003–2004)
- Андрій Пилявський (2009–2010)

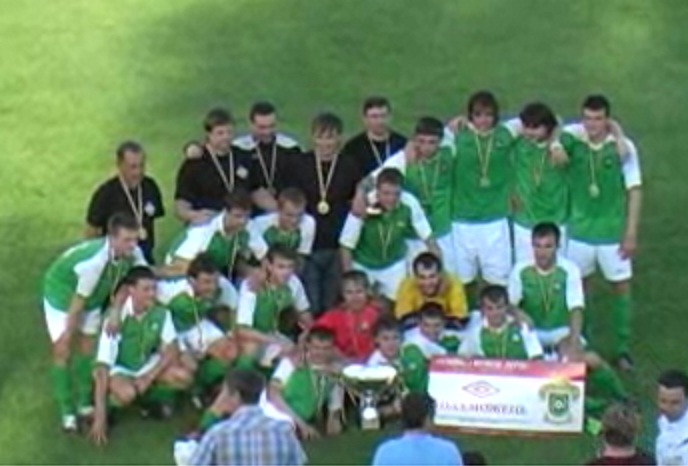
Нива з кубком Ліги після фінального матчу, 6 червня 2010

## Досягнення
- Чемпіонат УРСР
  -  Чемпіон — 1964, 1984
  -  Срібний призер — 1963, 1970, 1981, 1985
  -  Бронзовий призер — 
 1960, 1961, 1983

- Чемпіонат України з футболу: Перша ліга
  -  Чемпіон — 1992/1993

- Кубок України
  -  Фіналіст — 1996

- Кубок Першої Ліги
  -  Володар — 2010

- Кубок Вінницької області з футболу
  -  Володар — 1948, 2003

## Емблеми

Емблема «Ниви» до 1999 року.
Емблема ФК «Вінниця» (1999–2003)
Емблема ФК «Нива» (2003–2008)
Емблема ПФК «Нива» (2008–2012)
Емблема ФК «Нива-В» (2016–2018)
Емблема ФК «Нива» (2018–)